# Geher-Länderkampf der Männer 1981 Frankreich – BR Deutschland
| 2. Leichtathletik-Länderkampf mit bundesdeutscher Beteiligung 1981 | 2. Leichtathletik-Länderkampf mit bundesdeutscher Beteiligung 1981 |
| ------------------------------------------------------------------ | ------------------------------------------------------------------ |
|                                                                    |                                                                    |
| Geher-Vergleich der Männer: Frankreich – BR Deutschland            |                                                                    |
| Austragungsort                                                     | Nancy                                                              |
| Wettbewerbe                                                        | 2                                                                  |
| Datum                                                              | 17. Mai                                                            |
| 1. FRG 2. FRA                                                      | 24 Punkte 20 Punkte                                                |
| Chronik                                                            |                                                                    |
| ← FRA-FRG Geher (F)                                                | FRG-ITA Werfer (M) →                                               |

Im zweiten Vergleich des Länderkampfjahres 1981 trafen die Geher wie ihre Kolleginnen in Nancy auf Frankreich. Das Aufeinandertreffen wurde am 17. Mai einen Tag nach dem Länderkampf der Geherinnen ausgetragen. Die Begegnung fand als Zweiländerkampf zum fünften Mal statt, vier Mal hatte die Bundesrepublik gesiegt, nur 1979 hatte Frankreich gewonnen. Zuvor hatte es außerdem acht Länderkämpfe mit den französischen Gehern gegeben, an denen mit der Schweiz und zwei Mal auch zusätzlich mit Belgien weitere Nationen beteiligt waren. In allen diesen Wettkämpfen hatten die bundesdeutschen Vertreter vorne gelegen.

## Modus
Auf dem Programm standen wie üblich zwei Wettbewerbe, ein kürzerer über 20 und ein längerer, auch diesmal wieder über 35 Kilometer ausgetragen. Jede Nation konnte je Wettbewerb vier Geher stellen, von denen die drei Besten gewertet wurden. Die Punkte wurden wie folgt vergeben. 1. Platz: 7 Punkte / 2. Pl.: 5 P / 3. Pl.: 4 P / 4. Pl.: 3 P.

## Ergebnis
In den Einzelwertungen gab es auf der kürzeren Distanz einen französischen Sieger, während über 35 Kilometer ein bundesdeutscher Geher vorne lag. Über 20 Kilometer sammelte Frankreich mehr Punkte als die Bundesrepublik, auf der längeren Strecke war es umgekehrt. Der Punktevorsprung der bundesdeutschen Vertreter über 35 Kilometer war allerdings größer als der Vorsprung der Franzosen über 20 Kilometer. Damit gewann die bundesdeutsche Mannschaft mit 24 zu zwanzig Punkten, demselben Endergebnis wie im Vorjahr.

## Resultate

### 20-km-Straßengehen
| Platz | Athlet                   | Land | Zeit (h) |
| ----- | ------------------------ | ---- | -------- |
| 1     | Gérard Lelièvre          | FRA  | 1:28:33  |
| 2     | Wolfgang Wiedemann       | FRG  | 1:31:34  |
| 3     | Martial Fesselier        | FRA  | 1:32:20  |
| 4     | Jürgen Kauer             | FRG  | 1:32:20  |
| 5     | Alain Lemercier          | FRA  | 1:35:07  |
| 6     | Jean Pierre Saint Martin | FRA  | 1:36:35  |
| 7     | Uwe Jakob                | FRG  | 1:42:35  |
| 8     | Alfons Schwarz           | FRG  | 1:49:55  |

### 35-km-Straßengehen
| Platz | Athlet            | Land | Zeit (h) |
| ----- | ----------------- | ---- | -------- |
| 1     | Walter Schwoche   | FRG  | 2:44:37  |
| 2     | Karl Degener      | FRG  | 2:44:59  |
| 3     | Gérard Alain      | FRA  | 2:45:42  |
| 4     | Heinrich Schubert | FRG  | 2:46:05  |
| 5     | Jürgen Meyer      | FRG  | 2:46:16  |
| 6     | Alain Moulinet    | FRA  | 2:52:05  |
| 7     | Maurice Dumont    | FRA  | 2:52:15  |
| 8     | Didier Bérenger   | FRA  | 3:04:51  |